# Ricardo Ciciliano
Ricardo Manuel Ciciliano Bustillo (Barranquilla, 23 de setembro de 1976 – Barranquilla, 17 de setembro de 2020) foi um futebolista colombiano que atuou como meia. Participou do Campeonato Sul-Americano de Futebol Sub-17 de 1993, quando a seleção do seu país venceu a competição. Ajudou o Millionarios a chegar às semifinais da Copa Sul-americana de 2007, na qual foi artilheiro com seis gols.
Morreu no dia 17 de setembro de 2020 em Barranquilla, aos 43 anos, de pneumonia.

## Títulos
Tolima
- Campeonato Colombiano: 2003[1]

Deportivo Cali
- Campeonato Colombiano: 2005[1]

Seleção Colombiana
- Campeonato Sul-Americano Sub-17: 1993

## Artilharias
Millonarios
- Copa Sul-Americana: 2007 (6 gols)